# Laches (dialog)
Laches (grekiska: Λάχης) är en dialog skriven av Platon. Dialogen kretsar kring definitionen av den grekiska kardinaldygden mod (grekiska: ανδρεια, andreia, bokstavligt översatt "manlighet"). De huvudsakliga talarna i dialogen är Sokrates samt de grekiska generalerna Nikias och Laches. Dialogen slutar likt många andra sokratiska dialoger i apori.

## Karaktärer
Se även Lista över personer i Platons dialoger
- Sokrates
- Nikias – Atensk general och statsman.
- Laches - Atensk general och statsman.
- Lysimachus – Son till den Atenska generalen och statsmannen Aristides och far till den nedan nämnda ynglingen med samma namn.
- Melesias – Son till den Atenska generalen och statsmannen Thukydides (ej att förväxla med historikern Thukydides) och far till den nedan nämnda ynglingen med samma namn.
- Aristides – Son till den ovan nämnda Lysimachus och sonson till sin namne generalen Aristides.
- Thukydides – Son till den ovan nämnda Melesias och sonson till sin namne generalen Thukydides (ej att förväxla med historikern Thukydides).

## Handling
Lysimachus, Aristides son, och Melesias, Thukydides son, ber generalerna Laches och Nikias om råd angående huruvida de bör utbilda sina söner (som båda är döpta efter sina framstående farfäder) i att kämpa i rustning. Laches föreslår att även Sokrates borde delta i undersökningen. Nikias argumenterar att ynglingarna bör lära sig att slåss i rustning eftersom detta kommer att främja deras fysiska kondition och ge dem ett övertag vid strider. Dessutom kommer det att förbereda dem för träning i militär strategi och göra dem modigare. Laches däremot förnekar att ynglingar bör tränas i att kämpa i rustning eftersom de främsta krigarna i Grekland, spartanerna, inte tränar denna förmåga. Dessutom menar Laches att den som tränat i konsten att kämpa i rustning lätt leds till övertro på sin egen förmåga, vilket kan leda till onödiga risker och ökar sannolikheten att en krigare blir utskrattad när han misslyckas med stridskonsten. 
Diskussionsdeltagarna ber Sokrates ge sin mening som en utslagsröst, men Sokrates menar att frågan inte bör avgöras genom ett majoritetsbeslut. Istället anser han att de bör klargöra vad det egentliga diskussionsämnet är och söka råd från en expert på detta område. Sokrates finner att det egentliga diskussionsämnet är hur man bäst utvecklar unga människors själ eller karaktär. Eftersom ingen av de närvarande anses vara en expert på området så får de själva genomföra en utredning i ämnet. Sokrates menar att det är en alltför stor uppgift att undersöka dygden som helhet, och att de därför istället enbart bör fokusera på en aspekt av dygden; nämligen modets natur. Laches föreslår att mod är när en soldat står fast vid sin post utan att fly. Sokrates erkänner att detta är en instans av mod, men att den som definition är för begränsad till just militära sammanhang. Han ber istället om en definition av mod som går att applicera även på icke-militära sammanhang. 
Laches föreslår istället att mod är en sorts uthållighet i själen. Sokrates invänder att mod alltid är någonting gott. Uthållighet, däremot, är i många fall dåraktigt, och därmed inte någonting gott. Följaktligen kan mod inte vara detsamma som uthållighet. Nikias föreslår nu istället att mod är kunskap om vad som bör befaras och hoppas på. Sokrates påpekar att om  mod är en sorts kunskap så har vi fel när vi säger att lejon och andra djur är modiga, eftersom djur inte har kunskapen om vad som bör befaras och hoppas på. Nikias förnekar att djur kan vara modiga och säger att det som ser ut som mod hos lejon och andra djur egentligen inte är mod utan besinningslöshet. Sokrates frågar istället om hoppfullhet är detsamma som en förväntan om någonting gott och att en farhåga är detsamma som en förväntan om någonting dåligt. Men om mod är kunskap om vad som ont och gott i framtiden så måste det också vara kunskap om vad som är gott och ont även i nutiden och i det förflutna. Men detta tycks vara en definition av dygd som helhet, snarare än av mod som enbart är en del av dygden. Definitionen är därför falsk och dialogen slutar i apori.